# Faisal Aden
Faisal Jama Aden (in arabo فيصل أدن‎?; Mogadiscio, 1º gennaio 1989) è un ex cestista somalo naturalizzato statunitense.

## Carriera

### Club
Trasferitosi giovanissimo dalla Somalia a San Diego, ha giocato due stagioni con Bowie High School ed altre due alla God's Academy. Ha poi frequentato l'Hillsborough Community College, e nel 2010 è stato selezionato da Washington State University, con cui ha giocato fino al 2012.
Ha disputato una partita di pre-stagione D-League 2012-13 con i Texas Legends. In precedenza (agosto 2012) era stato contattato dai Leuven Bears, ma il suo ingaggio era sfumato a causa delle sue non perfette condizioni fisiche.
Il 16 febbraio 2013 è stato ingaggiato dalla Virtus Roma.
Viene tagliato dal RASTA Vechta prima dell'inizio della stagione.

### Nazionale
Aden vanta un primato con la maglia della Somalia: il 25 gennaio 2013 ha messo a segno 59 punti contro il Ruanda in occasione di una partita valida per le qualificazioni ai FIBA AfroBasket 2013, stabilendo così il record di punti in una manifestazione FIBA, in precedenza detenuto da Oscar Schmidt (stabilito a Seul 1988).